# Sant Miquel de Gonteres
|  | Per a altres significats, vegeu «Estació de Sant Miquel de Gonteres-Viladecavalls». |

Sant Miquel de Gonteres o Sant Miquel de Guanteres és una urbanització al Vallès Occidental, a mig camí entre Viladecavalls i Terrassa i en terres repartides a ambdós municipis. És entre la Riera de Gaià i el torrent de Can Gonteres, a l'antiga masia de Sant Miquel de Gonteres, prop de la travessa el ferrocarril Barcelona-Manresa, que hi té una estació de la línia de rodalies R-4. Té accés per la carretera C-58 o autovia de la Bauma, per una carretera que surt de Terrassa mateix (al barri de Can Boada) i per la carretera B-122, o carretera que mena a Rellinars.
Té 1.725 habitants (2020), la majoria dels quals, 1.332, en terme municipal de Viladecavalls. A Terrassa, on la urbanització es coneix amb el nom de Can Gonteres i ocupa 0,27 km², hi estaven censades les 393 persones restants.
Depèn de les parròquies de Sant Martí de Sorbet (la part de Viladecavalls) i la Sagrada Família de Ca n'Aurell (la part terrassenca).
La urbanització es va formar cap a la dècada del 1960 com un seguit de torres de segona residència, als terrenys de la masia de Can Gonteres i de l'església adjacent de Sant Miquel, situats entre els masos de Can Mitjans de Guardiola i Can Tries, de l'antiga parròquia de Santa Maria de Toudell i avui pertanyents a Viladecavalls. En un origen la urbanització era il·legal, però la seva situació es va anar normalitzant durant la dècada del 1980.
Prop de la urbanització hi ha les caseries del Molinot i Can Pepet.